# Sydower Fließ
Sydower Fließ es un municipio del distrito de Barnim, en Brandeburgo (Alemania).
- Datos: Q584044
- Multimedia: Sydower Fließ / Q584044

1. ↑  Worldpostalcodes.org, código postal n.º 16230.